# Campylocheta ancisa
Campylocheta ancisa är en tvåvingeart som beskrevs av Henry J. Reinhard 1952. Campylocheta ancisa ingår i släktet Campylocheta och familjen parasitflugor. Inga underarter finns listade i Catalogue of Life.